# Каређа (Бергамо)
Каређа је насеље у Италији у округу Бергамо, региону Ломбардија.
Према процени из 2011. у насељу је живело 14 становника. Насеље се налази на надморској висини од 443 m.